# 汉纳 (怀俄明州)
汉纳（英語：Hanna），是美国怀俄明州卡本县（Carbon）下属的一座城市。该市的人口在2000年为873人，2010年有841，2011年则估计有835人。